# ISO 3166-2:JE
کد ISO 3166-2:JE بخشی از استاندارد ایزو ۳۱۶۶ برای کشور جرزی است که توسط سازمان بین‌المللی استانداردسازی ISO تنظیم شده‌است این سازمان، کدهای استاندارد را برای تقسیمات کشوری (ایالتها یا استانهای) کشورهای فهرست شده در استاندارد ایزو ۳۱۶۶-۱ تعریف می‌کند.
هر کد شامل دو بخش می‌گردد که توسط علامت - جدا می‌گردند.
- بخش نخست JE که در ایزو ۳۱۶۶-۱ آلفا-۲ کد  کشور جرزی است.
- بخش دوم شامل یک یا دو یا سه حرف است که بیان کننده استان یا ایالت کشور جرزی می‌باشد.